# Dennenlohe (Pyrbaum)
Dennenlohe ist ein Gemeindeteil des Marktes Pyrbaum im Oberpfälzer Landkreis Neumarkt in der Oberpfalz.

## Geographie
Das Dorf liegt ungefähr 3,5 km südöstlich vom Hauptort Pyrbaum. Durch den Ort führt die Kreisstraße NM 44.